# 富宁链珠藤
富宁链珠藤（学名：Alyxia funingensis）为夹竹桃科链珠藤属的植物。分布于中国大陆的云南、广西等地，生长于海拔650米的地区，常生长在山地密林中以及灌木丛中，目前尚未由人工引种栽培。
其种加词“funingensis”意为“云南富宁的”。
现接受名为陷边链珠藤（Alyxia marginata Pit., 1933）。